# 新天使
《新天使》（Angelus Novus）是瑞士裔德国艺术家保罗·克利于1920年使用他发明的油转印方法创作的单刷版画。自1989年以来一直收藏于耶路撒冷的以色列博物馆。

## 历史
《新天使》被认为是保罗·克利的天使主题组的早期画作之一，包括1915年至1940年期间创作的大约50件作品。画中人物引人注目的是过大的头部，伸长的手臂只是稍微暗示了一对翅膀，以及带有三个脚趾的不成熟的腿，让人想起鸟的脚。眼睛、鼻子、张开的带有明显牙齿的嘴、耳朵和脖子都是有形状的。头发被描绘成卷曲的纸条，同时又显得“被暴风雨打乱了”。人物的目光走出了画中的空间，越过了观众。
这幅画在右下方有签名和日期。标题Angelus Novus被瓦尔特-本雅明翻译为Neuer Engel。然而，在保罗-克利的主题群的背景下，它也可以被理解为一个年轻的天使，一个尚未成为的天使。
保罗·克利的朋友、著名的德国评论家和哲学家沃尔特·本雅明于1921年购买了这幅版画。1933年9月，本雅明逃离纳粹，流亡巴黎，留下了这幅画。 1935年，朋友们得以将它带回给他。
1940年，当本雅明不得不在德国国防军入侵前离开巴黎时，它又被遗弃了。法国作家乔治·巴塔耶把它和他的遗产一起藏在了法国国家图书馆里。1940年本雅明自杀后，在战争即将结束时，这幅画和其他文件被交给了纽约的西奥多·阿多诺，后来他按照本雅明在1932年的遗嘱中的愿望，由本雅明的朋友、犹太神秘主义的杰出学者格尔肖姆·朔勒姆继承了这幅画。根据朔勒姆的说法，本雅明对《新天使》有一种神秘的认同，并将其纳入他的“历史天使”理论中，这是一种将历史进程视为绝望的不断循环的忧郁观点。

在他1940年的论文《历史哲学论纲》的第九篇论文中，本雅明将《新天使》描述为历史天使的形象：
克利的一幅名为《新天使》的画作描绘了一位天使，看起来好像正要离开他正在凝视的事物。他的眼睛瞪着，嘴巴张开，翅膀展开。这就是人们对历史上的天使的印象。他的脸转向过去。我们看到的是一连串的事件，而他看到的是一个单一的灾难，这个灾难不断地将残骸堆积在一起，并将其扔在他的脚前。天使愿意留下来，唤醒死者，使被打碎的东西恢复原状。但是一场风暴正从天堂吹来；它以如此猛烈的方式卷入他的翅膀，使天使再也无法合拢。风暴不可抗拒地将他推向他背对着的未来，而他面前的一堆碎片则向天空生长。这场风暴就是我们所说的进步。
2015年，美国艺术家RH·奎特曼在特拉维夫艺术博物馆举办个展时发现，这幅版画已粘附在弗里德里希·穆勒创作的1838年凹版画与卢卡斯·克拉纳赫的马丁·路德画像之间。

## 影响
克利的《新天使》的名字和概念启发了其他艺术家、电影制作人、作家和音乐家的作品，包括约翰·阿康弗拉、阿瑞拉·阿祖莱、卡洛琳·福奇、拉比·阿拉米丁和尾关露丝。
1997年，德国艺术史学家Otto Karl Werckmeister将克利的《新天使》列入他选择的“左派偶像”。他讨论了本雅明对这幅画的阐释，认为这是对其标志性地位的重要贡献。 
维姆·文德斯1987年拍摄的故事片《柏林苍穹下》也提到了这幅画。
美国艺术家和音乐家劳里·安德森（Laurie Anderson）在1989年的专辑《奇怪的天使》中的歌曲《之前的梦》中涉及了《新天使》。 故事的背景是柏林，可能是对沃尔特·本雅明的出生地的敬意。
冰岛歌手、演员和作曲家Egill Ólafsson在2001年发行了一张名为《新天使》的个人专辑。整张专辑和同名的主打歌都提到了保罗·克利的作品。
2003年，合奏团Sortisatio在CD《关于保罗·克利的8首作品》中录制了约翰·沃尔夫·布伦南的作品N-gl，其中提到了这幅画。
奥地利戏剧团体TheaterAngelusNovus（1981-1988）在Josef Szeiler的指导下，主要处理贝托尔特·布莱希特、海纳·穆勒和荷马的剧本，向这幅画以及本雅明的文本致敬。
日本作曲家细川俊夫在他的《安魂曲Sternlose Nacht》（2010/2012）第八乐章和《Drei Engel-Lieder》（2014）第二乐章中，将格肖姆·朔勒姆关于克利画作的诗歌Gruß vom Angelus谱成曲。
阿富汗作家兼导演阿布扎尔-阿米尼（Aboozar Amini）将其2014年的短片命名为《新天使——不确定的旅程》。
挪威乐队Ulver在他们2017年的专辑《刺杀凯撒》中发布了一首名为新天使的歌曲。